# Svapa
La Svapa (en russe : Свапа) est une rivière de Russie et un affluent de la Seïm, dans le bassin hydrographique du Dniepr, par la Desna.

## Géographie
La Svapa est longue de 197 km et draine un bassin de 4 990 km2. Elle prend sa source au nord de l'oblast de Koursk, à la limite de l'oblast d'Orel, et se dirige vers le sud-ouest jusqu'à la ville de Dmitriev-Lgovski. Puis elle se dirige vers le sud en décrivant des méandres et se jette dans la Seïm quelques kilomètres au nord-ouest de Lgov.

## Source
- Grande Encyclopédie soviétique